# Bega (Nueva Gales del Sur)
Bega es un pueblo ubicado en el sureste de Nueva Gales del Sur, Australia. Según el censo de 2016, tiene una población de 4141 habitantes.
Está ubicado en el condado de Valle de Bega y es el centro económico de dicho valle.

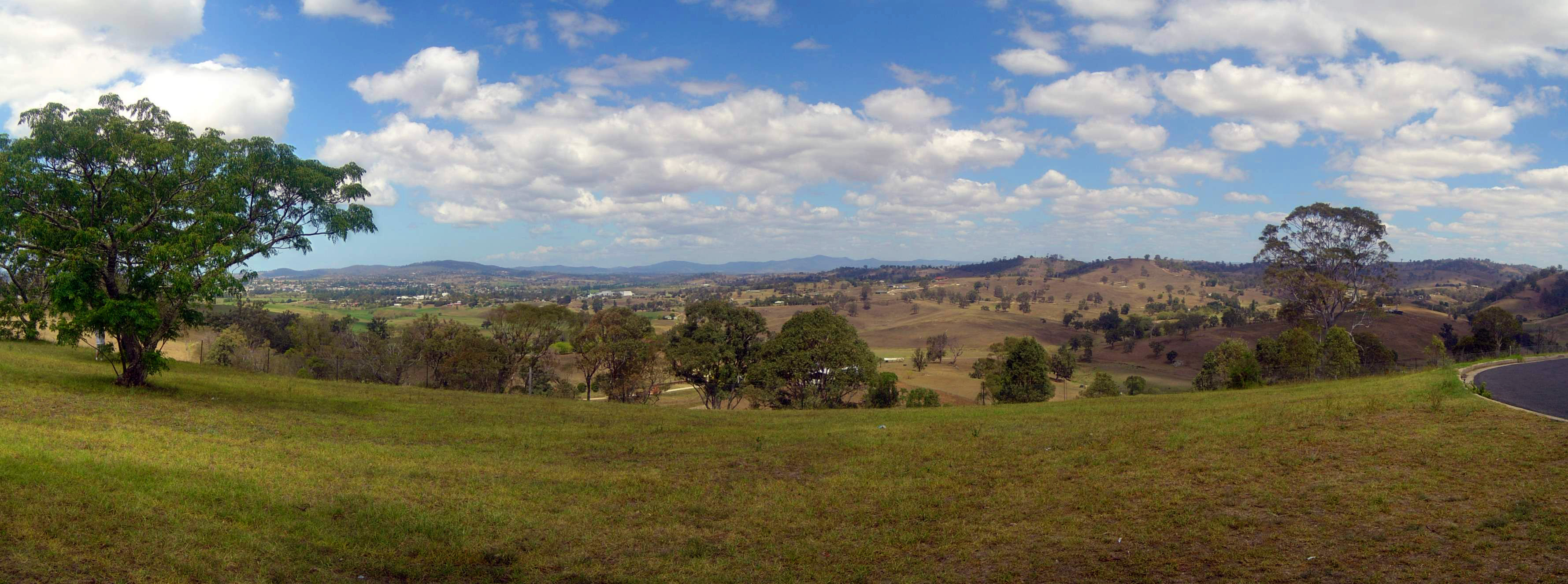
Panorámica de Bega y del Valle de Bega

## Nombre del sitio
Algunos sostienen que el nombre de Bega deriva de una palabra aborigen local que significa "gran terreno de acampada". Otros afirman que es un término que deriva de la palabra aborigen bika, que significa "hermosa".

## Historia y descripción
La región de Bega fue utilizada por los aborígenes Yuin-Monaro durante miles de años antes de que los europeos llegaran a la zona.
El primer europeo en acercarse a la región fue George Bass, que exploró la costa en 1797 como parte de la ampliación de sus exploraciones de la costa australiana. En 1829, William Tarlinton fue el primer europeo en explorar el área a pie. Regresó a principios de la década de 1830 y se estableció allí con una granja de ganado. Otros que llegaron a la zona al mismo tiempo fueron los hermanos Imlay, que también instalaron granjas allí. Desde entonces, su nombre se ha conservado bajo el nombre de parque nacional de Mount Imlay (Mount Imlay National Park en inglés). Se transportó ganado vivo a Sídney durante un tiempo y se complementó con sebo y pieles a principios de la década de 1840. La producción de carne vacuna y lácteos se desarrolló en la zona durante la década de 1840.
En la siguiente década muchos pueblos fueron reconocidos. El pueblo de Bega se fundó y fue reconocido oficialmente en 1851. Estaba situado al norte de su ubicación actual, pero repetidas inundaciones llevaron a su reubicación en terrenos más elevados al sur del río. La producción lechera se extendió rápidamente por la región a lo largo de la década de 1860, superando a la ganadería como la industria predominante. En 1858, Tathra fue utilizado como puerto para el transporte de productos a Sídney, y se estableció la Compañía de Vapor de Illawarra (Illawarra Steam Company). En 1860, se construyó el muelle de Tathra (Tathra Wharf), lo que permitió un mayor crecimiento y expansión de la industria láctea.
La región recibió un impulso adicional a finales de la década de 1870 cuando se descubrió oro en la zona de Bermagui. La fiebre del oro de Bermagui se extendió rápidamente en 1880. Dos años más tarde, en 1882, se creó la Municipalidad de Bega. La Cooperativa Lechera Limitada (Bega Dairy Cooperative Limited) se fundó a fines de la década de 1890.
Bega es actualmente bien conocida por su queso. El queso de Bega es manufacturado por la Sociedad Cooperativa Limitada de Bega (The Bega Co-operative Society Limited), que es una de las compañías más grandes de queso de Australia. Sus productos se exportan a todo el mundo, se distribuyen por toda Australia y están disponibles en la mayoría de los supermercados y tiendas de alimentos.
Los lugares emblemáticos de interés local son el Juzgado de Bega (Bega Court House) y el edificio de la joyería Rosevear (Rosevear Jeweller), ambos listados en el Registro del Patrimonio Nacional. El edificio del juzgado se construyó en 1881 con ladrillo macizo y techos de hierro. La tienda Rosevear está en Carp Street y se fundó alrededor de 1899. Se considera un destacado ejemplo del diseño comercial victoriano.
Tras años de planificación, se construyó el centro comercial Sapphire Marketplace en Bega, inaugurándose el 2 de diciembre de 2011.

## Población
Según el censo de población de 2016, hay 4141 habitantes en Bega. Los aborígenes y los isleños del Estrecho de Torres constituyen el 6,3% de la población. El 83,7% de las personas han nacido en Australia. El siguiente país de nacimiento más común es Inglaterra, con un 2,4%. El 89,4% de las personas solo habla inglés en casa. Las respuestas más comunes en cuanto a la religión fueron: sin religión 33,0%; anglicanos, 23,1%, y católicos, 20,5%.

## Clima
Bega tiene un clima oceánico .
| Mes                                   | Ene          | Feb          | Mar          | Abr          | May         | Jun          | Jul          | Ago          | Sep          | Oct          | Nov          | Dic          | Año           |
| ------------------------------------- | ------------ | ------------ | ------------ | ------------ | ----------- | ------------ | ------------ | ------------ | ------------ | ------------ | ------------ | ------------ | ------------- |
| Máxima temperatura registrada °C (°F) | 44,5 (112,1) | 42,3 (108,1) | 41,0 (105,8) | 33,9 (93)    | 29,1 (84,4) | 23,3 (73,9)  | 27,5 (81,5)  | 28,3 (82,9)  | 36,6 (97,9)  | 35,7 (96,3)  | 43,1 (109,6) | 43,8 (110,8) | 44,5 (112,1)  |
| Promedio de máximas °C (°F)           | 27,0 (80,6)  | 27,0 (80,6)  | 25,7 (78,3)  | 23,0 (73,4)  | 19,7 (67,5) | 16,9 (62,4)  | 16,7 (62,1)  | 18,2 (64,8)  | 20,5 (68,9)  | 22,5 (72,5)  | 24,0 (75,2)  | 25,9 (78,6)  | 22,3 (72,1)   |
| Promedio de mínimas C (°F)            | 14,2 (57,6)  | 14,5 (58,1)  | 12,6 (54,7)  | 8,9 (48)     | 5,5 (41,9)  | 2,9 (37,2)   | 1,4 (34,5)   | 2,6 (36,7)   | 5,1 (41,2)   | 8,2 (46,8)   | 10,7 (51,3)  | 12,9 (55,2)  | 8,3 (46,9)    |
| Mínima histórica °C (°F)              | 4,0 (39,2)   | 5,0 (41)     | 2,5 (36,5)   | −2,2 (28)    | −3,1 (26,4) | −5,9 (21,4)  | −8,1 (17,4)  | −8,1 (17,4)  | −3,6 (25,5)  | −1,0 (30,2)  | 0,6 (33,1)   | 2,2 (36)     | −8,1 (17,4)   |
| Precipitación media mm (pulgadas)     | 80,3 (3,161) | 90,6 (3,567) | 95,3 (3,752) | 70,7 (2,783) | 73,4 (2,89) | 79,9 (3,146) | 53,5 (2,106) | 50,4 (1,984) | 52,2 (2,055) | 68,0 (2,677) | 68,9 (2,713) | 76,1 (2,996) | 859,3 (33,83) |
| Promedio de días lluviosos (≥0,2 mm)  | 7,6          | 7,6          | 8,0          | 6,9          | 7,0         | 7,0          | 5,7          | 6,2          | 7,4          | 8,7          | 8,7          | 8,3          | 89,1          |
| Promedio de humedad relativa (%)      | 59           | 61           | 59           | 59           | 60          | 61           | 55           | 52           | 52           | 54           | 57           | 58           | 57            |